# Saropogon viduus
Saropogon viduus là một loài ruồi trong họ Asilidae. Saropogon viduus được Walker miêu tả năm 1849. Loài này phân bố ở miền Australasia.